# Neumichtis mesophaea
Neumichtis mesophaea är en fjärilsart som beskrevs av Turner. Neumichtis mesophaea ingår i släktet Neumichtis och familjen nattflyn. Inga underarter finns listade i Catalogue of Life.